# First Spell
First Spell drugi je EP norveškog black metal-sastava Gehenna. EP je 1994. godine objavila diskografska kuća Head Not Found.

## Popis pjesama
Tekstovi: Sanrabb, osim pjesme "The Shivering Voice of the Ghost" koju je napisao Dolgar. 
| 1.    | »The Shivering Voice of the Ghost« | 6:05 |
| 2.    | »Unearthly Loose Palace«           | 5:44 |
| 3.    | »Angelwings and Ravenclaws«        | 2:51 |
| 4.    | »The Conquering of Hirsir«         | 6:07 |
| 5.    | »Morningstar«                      | 5:57 |
| 26:44 |                                    |      |

| Bonus pjesme s digipak inačice | Bonus pjesme s digipak inačice               | Bonus pjesme s digipak inačice | Bonus pjesme s digipak inačice | Bonus pjesme s digipak inačice | Bonus pjesme s digipak inačice | Bonus pjesme s digipak inačice | Bonus pjesme s digipak inačice | Bonus pjesme s digipak inačice | Bonus pjesme s digipak inačice |
| Br.                            | Skladba                                      | Trajanje                       |                                |                                |                                |                                |                                |                                |                                |
| ------------------------------ | -------------------------------------------- | ------------------------------ | ------------------------------ | ------------------------------ | ------------------------------ | ------------------------------ | ------------------------------ | ------------------------------ | ------------------------------ |
| 6.                             | »Midwinter Forest«                           | 3:22                           |                                |                                |                                |                                |                                |                                |                                |
| 7.                             | »A Witch is Born«                            | 5:36                           |                                |                                |                                |                                |                                |                                |                                |
| 8.                             | »Night of the Serpent's Judgement«           | 4:42                           |                                |                                |                                |                                |                                |                                |                                |
| 9.                             | »Intro« (instrumental)                       | 0:46                           |                                |                                |                                |                                |                                |                                |                                |
| 10.                            | »Two Demons Eight Spirits«                   | 2:30                           |                                |                                |                                |                                |                                |                                |                                |
| 11.                            | »Black Seared Heart«                         | 3:43                           |                                |                                |                                |                                |                                |                                |                                |
| 12.                            | »Angelwings and Ravenclaws«                  | 2:41                           |                                |                                |                                |                                |                                |                                |                                |
| 13.                            | »The Chariots that Carried Her to the Grave« | 5:30                           |                                |                                |                                |                                |                                |                                |                                |
| 14.                            | »Outro I & II« (instrumental)                | 3:13                           |                                |                                |                                |                                |                                |                                |                                |
| 58:47                          |                                              |                                |                                |                                |                                |                                |                                |                                |                                |

## Zasluge
| Gehenna - Dolgar – vokali - Sanrabb – gitara - Svartalv – bas-gitara - Dirge Rep – bubnjevi - Sarcana – klavijature | Ostalo osoblje - Beastus – fotografija - Mori – fotografija - T. Refsnes – produkcija, inženjer zvuka |